# 周弘直
周弘直（500年—575年），字思方，周弘正之弟，南朝陈汝南郡安成县（今河南省平舆县南）人。
周弘直方雅敦厚。初为南梁太学博士，历任湘东王记室参军、录事谘议参军。湘东王萧绎为梁元帝，历授衡阳内史、长沙内史，昌州刺史，封湘滨县侯。王琳举兵，周弘直羁留湘州，王琳兵败，周弘直归陈朝。陈文帝天嘉年间，历任国子博士、尚书左丞、秘书监，掌国史。位至太常卿、光禄大夫。太建七年（575年）卒，有文集二十卷。